# Peronella

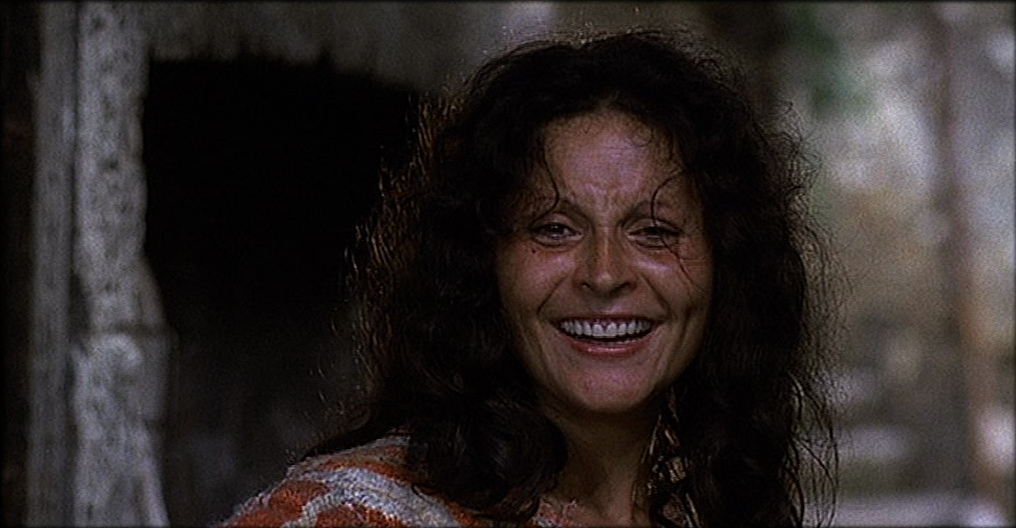
Angela Luce nel ruolo di Peronella nel film Il Decameron di Pier Paolo Pasolini

Peronella è la protagonista della seconda novella della settima giornata del Decameron di Giovanni Boccaccio, raccontata da Filostrato. La vicenda è tratta da una Fabula Milesia contenuta nelle Metamorfosi di Apuleio, ma l'ambientazione napoletana è originale di Boccaccio.

## Trama
Napoli - Donna Peronella si intrattiene con il suo amante Giannello, mentre il marito, venditore di botti e giare, è fuori casa. Suo marito torna a casa e Peronella fa nascondere l'amante in una botte in giardino. L'uomo presenta alla moglie un mercante e dichiarando di aver concluso un affare per l'acquisto di una giara per 5 denari. 
Per liberarsi del compratore la donna comunica al marito di avere venduta la stessa per 7 soldi; allora il coniuge congeda l'uomo e si reca con Peronella nel giardino. Giannello, fingendosi l'acquirente che ha voluto ispezionare la botte ne esce fuori, e avvisa il marito di Peronella che l'interno della giara è sporco, e che va pulito per concludere l'affare. L'uomo entra nella botte per pulirla, mentre Giannello torna a fare l'amore con Peronella. 